# Réserve forestière d'État de Nanawale
La réserve forestière d'État de Nanawale, en anglais Nanawale State Forest Reserve, est une réserve forestière d'État des États-Unis située à Hawaï, sur l'île d'Hawaï, sur le flanc oriental du Kīlauea.